# میسیساگاس

محدوده Anishinaabe-Anishinini در حدود سال ۱۸۰۰، از جمله میسیساگاس

میسیساگاس (انگلیسی: Mississaugas) زیر قبیله ای از اقوام اولیه کانادا با زبان Anishinaabe هستند که در جنوب انتاریو، کانادا قرار دارند. آنها نزدیک به اوجیبوه هستند. نام "Mississauga" از کلمه Anishinaabe زبان اوجیبوی Misi-zaagiing به معنای "[آنهایی که در دهانه رودخانه بزرگ" هستند، گرفته شده‌است. ارتباط نزدیکی با کلمه Ojibwe Misswezahging دارد که به معنای «رودخانه ای با خروجی‌های زیاد» است.